# 雒城遺址
雒城遺址位於四川省廣漢市雒城鎮，文物遺址年代判定為漢。1991年4月16日公佈為四川省第三批文物保護單位。2013年3月5日列為第七批全國重點文物保護單位。现开辟为房湖公园供人参观。

## 图册
- 西门
- 西门夜景
- 抗日阵亡将士纪念碑